# Наша мета
«Наша мета» — український католицький часопис та орган Східної епархії УГКЦ, який виходить щотижня в місті Торонто з жовтня 1949.
Тижневик друкує статті на релігійні, культурно-суспільні теми, а також з історії України, політики, літератури, мистецтва, громадського життя. Окремі частини газети присвячені церковним організаціям: Ліґа українських католицьких жінок Канади (ЛУКЖК), Братство Українців Католиків Канади (БУКК).  
Метою видання задекларовано оборону УГКЦ, піднесення ідеї українського католицизму, задоволення духовних потреб українців-католиків Східної Канади.
Рубрики:
- «Короткі вісті» (новини зі світу),
- «Церковно-релігійні вісті».

Тираж: бл. 2000 (1989). 
Окрім газети, редакція видала книги:
- «Наш Владика Екзарх Східної Канади» (1949),

історичні нариси
- «Неповторні дні» О. Копач (1960),
- «Чверть сторіччя на владичому престолі: Торонтська єпархія 1948–1973» (1975).

Від 1954 щомісяця виходить додаток «Сторінка Ліги українських католицьких жінок».

## Головні редактори
Головний редактор:
- В. Біберович (1949–50),
- Я. Чумак (1950–51),
- о. П. Хомин (1953[?:1951]–1983), з котрим співробітничали М. Колянківський, Я. Чумак, М. Сиротинський та інші;
- М. Давосир і М. Поронюк (від середини 1980-х рр.).

## Джерело
- Encyclopedia of Ukraine, Vol. III, University of Toronto Press, 1993.